# 西斯米吉烏花園

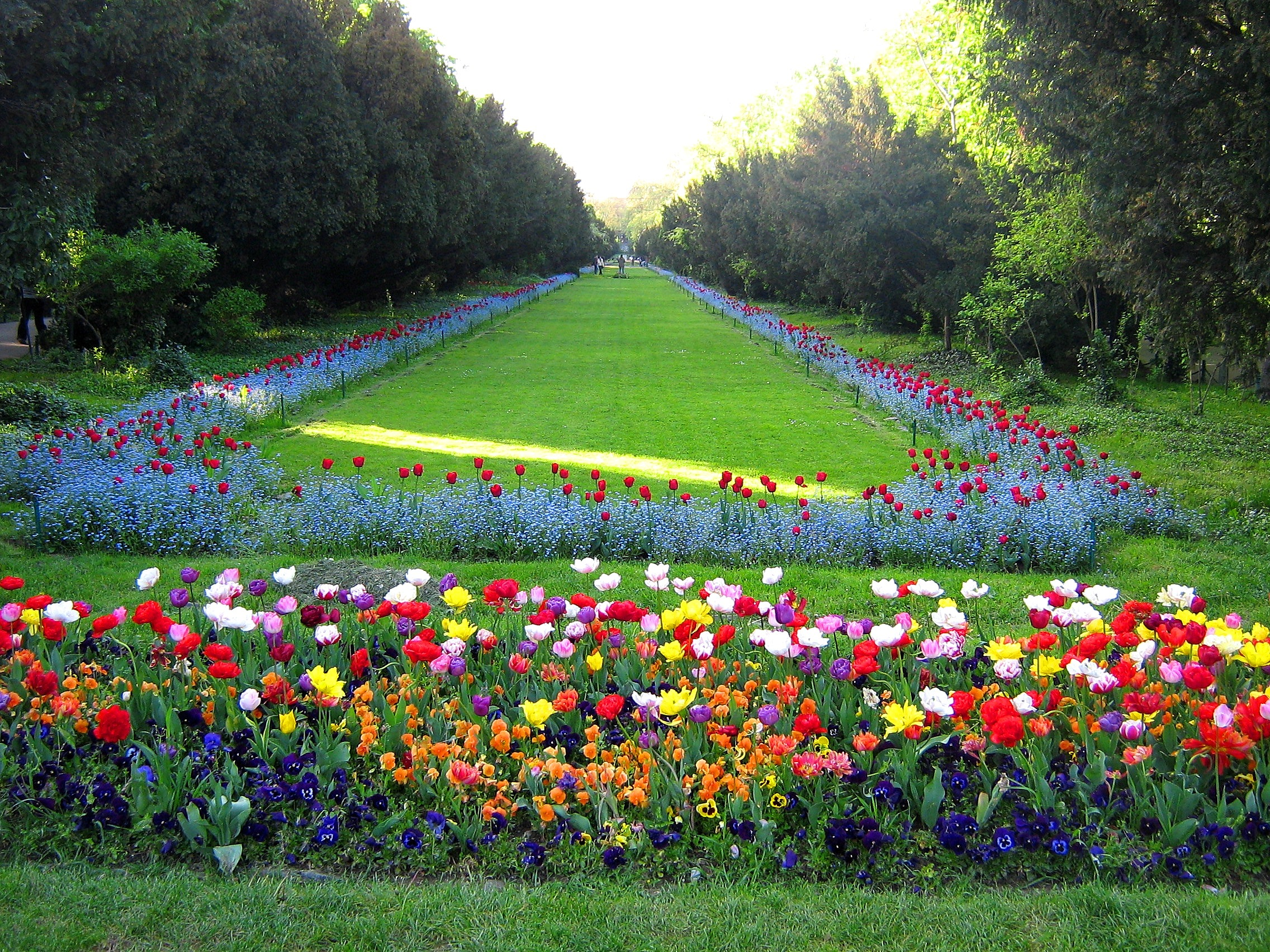

西斯米吉烏花園（羅馬尼亞語：Parcul Cișmigiu）是位於羅馬尼亞布加勒斯特的一座公園。公園的中心有一個人工湖。西斯米吉烏花園是布加勒斯特歷史最久的公園，成立於1847年。

## 外部連結
- Henri Daniel, Landscape in Cișmigiu Park, watercolor （页面存档备份，存于） (1935–1936)

44°26′13″N 26°05′27″E / 44.437°N 26.09073°E